# Samuel Weber
Samuel M. Weber (* 1940 in New York) ist ein US-amerikanischer Literaturwissenschaftler mit dem Spezialgebiet Komparatistik.

## Werdegang
Samuel Miles Weber, Schüler von Paul de Man, war als Professor für Englisch und Vergleichende Literaturwissenschaft an der University of California, Los Angeles sowie als Dramaturg an der Frankfurter Oper und am Alten Schauspielhaus Stuttgart tätig. Weber lehrt als Avalon Professor für Geisteswissenschaften an der Northwestern University. Er ist Direktor des Paris Program in Critical Theory (Programm für Kritische Theorie).
Weber arbeitet insbesondere zu Walter Benjamin, Jacques Derrida, Sigmund Freud und Jacques Lacan.
Mit seiner im Jahr 1978 veröffentlichten und in deutscher Sprache verfassten Studie Rückkehr zu Freud: Jacques Lacans Ent-Stellung der Psychoanalyse hat Weber einen wegweisenden Beitrag zur Rezeption der französischen Psychoanalyse in Deutschland geleistet. Außerdem übersetzte Weber Werke der Philosophen Theodor Adorno und Jacques Derrida ins Englische.
Zeitgenössisch beteiligt sich Samuel Weber am Diskurs über die Neuen Medien, wozu er eine Erweiterung des Medienbegriffs einfordert. Nach seiner Ansicht führt die intensive Wahrnehmung der Medien zu einer Derealisierung; sie löse die traditionellen Grenzen  Sozialer Distanz auf. Als Konsequenzen würden beim Nutzer sodann Phänomene wie Angst, Aggression, Faszination oder Hoffnung evident.
2005 wurde er in die American Academy of Arts and Sciences gewählt.

## Preise
- 2003: Forschungspreis der Alexander von Humboldt-Stiftung.

## Veröffentlichungen (Auswahl)
- Geld ist Zeit. Gedanken zu Kredit und Krise. Diaphanes, Zürich/Berlin 2009, ISBN 978-3-03734-094-3.
- Gelegenheitsziele. Diaphanes, Zürich/Berlin 2006, ISBN 978-3-935300-99-5.
- Rückkehr zu Freud. Jacques Lacans Ent-Stellung der Psychoanalyse. Ullstein, Berlin 1978 u. Passagen, Wien 2000, ISBN 3-85165-424-2.
- Benjamin-Lektüre. In: Modern Language Notes, The Johns Hopkins University Press. Baltimore, 1979, S. 441–454
- Unwrapping Balzac. A Study of „La Peau de Chagrin“. University of Toronto Press, Toronto 1979.
- Freud-Legende. Drei Studien zum psychoanalytischen Denken. Walter, Olten 1979 u. Passagen, Wien 1990, 2. Aufl. 2002, ISBN 978-3-85165-547-6.
- Institution and Interpretation. University of Minnesota Press, Minneapolis 1987 u. Stanford University Press, Stanford 2001.
- Saussure and the Apparition of Language. In: Modern Language Notes 91, 1976, S. 913–938.
- Postmoderne und Poststrukturalismus. In: Ästhetik und Kommunikation 17/63. Berlin 1986, S. 105–122.